# Prawica świętego Stefana

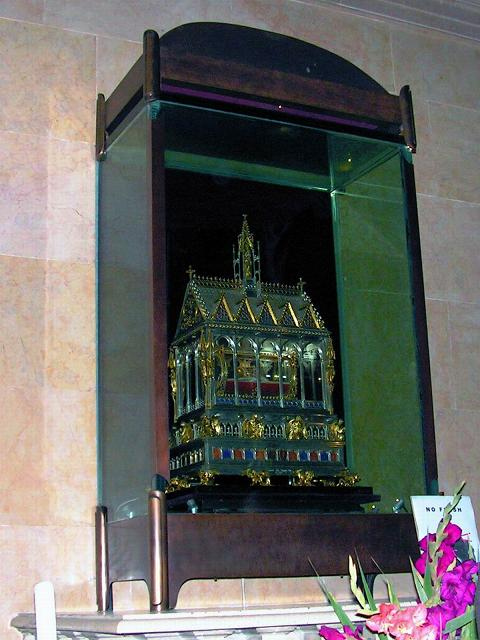
Prawica świętego Stefana w relikwiarzu

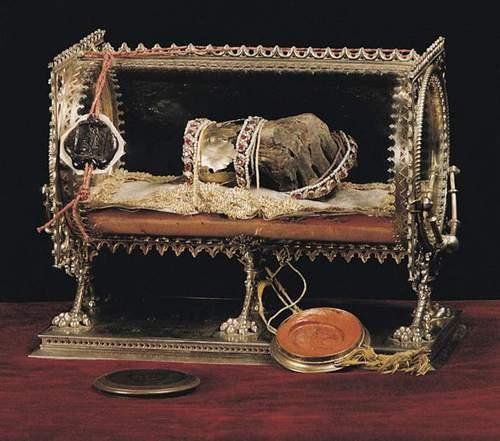

Prawica świętego Stefana (węg. Szent Jobb) – relikwia i skarb narodowy Węgier. Prawa dłoń (do przegubu) pierwszego króla Węgier Stefana I przechowywana w ozdobnym relikwiarzu w jednej z kaplic Bazyliki św. Stefana w Budapeszcie. 
Co roku we wspomnienie św. Stefana 20 sierpnia (równocześnie węgierskie święto narodowe) wynoszona jest w uroczystej procesji na ulice Budapesztu.